# Luftsicherheit
Die Luftsicherheit bezieht sich im Bereich der zivilen Luftfahrt auf die Abwehr äußerer Gefahren. Als äußere Gefahren gelten insbesondere Flugzeugentführungen, Sabotageakte und andere, beispielsweise terroristisch motivierte Angriffe oder Eingriffe. Luftsicherheit ist von Flugsicherheit (technische und betriebliche Verkehrssicherheit) und Flugsicherung zu unterscheiden. Letztere dient der sicheren Verkehrslenkung im Luftraum (Sonderpolizeifunktion). Im englischen Sprachgebrauch ist die Unterscheidung leichter: Dort steht in der Luftfahrt security für Luftsicherheit, während flight safety auf betriebliche und technische Gefahren hinweist.

## Gesetzeslage in Europa
Die Luftsicherheit in Europa ist überwiegend durch Verordnungen der EU geregelt. Diese Verordnungen entfalten unmittelbar geltendes Recht in den Mitgliedsländern. Diese können lokale Ausprägungen durch nationale Gesetze regeln. Mit einigen anderen Staaten außerhalb der Europäischen Union gibt es Übereinkommen zur Erleichterung des Transits von Passagieren, Gepäck und Luftfracht. Nach dem Ausscheiden Großbritanniens aus der EU (Brexit) gilt ebenfalls ein sogenanntes OSS-Abkommen (one-stop-security).
Die Vorgaben der Europäischen Union gelten ebenfalls in europäischen Staaten, die nicht Mitglied der EU sind. Zu diesen zählen die Schweiz und Liechtenstein (deren Luftfahrt durch die Schweiz verwaltet wird), Norwegen und Island.
In Deutschland sind die Maßnahmen zur Luftsicherheit durch Bundesgesetz geregelt. Bis Anfang Januar 2005 gab es entsprechende Paragrafen im Luftverkehrsgesetz (LuftVG). Mit dem 15. Januar 2005 gilt ein spezielleres Luftsicherheitsgesetz (LuftSiG).
Die präventiven Kernaufgaben lassen sich in sechs Punkten zusammenfassen:
- § 5 LuftSiG (vormals § 29 c LuftVG) bestimmt die Aufgaben und Kompetenzen der Luftsicherheitsbehörden, darunter die Durchsuchung der Passagiere und des Gepäcks
- § 7 LuftSiG (vormals § 29 d LuftVG) regelt das Verfahren der Zuverlässigkeitsüberprüfung, dem sich jede Person unterziehen muss, die aktiv am Luftverkehr teilnehmen will und zusätzlich alle, die sich in sicherheitsrelevanten Flughafenarealen bewegen wollen. Die Zuverlässigkeitsüberprüfung ist auf Kosten der beantragenden Person, bzw. bei beruflichen Anlässen auf Kosten des Arbeitgebers seit dem 1. Januar 2009 alle 5 Jahre zu wiederholen.
- § 8 LuftSiG (vormals § 19 b LuftVG) regelt die Eigensicherungspflichten der Flughafenbetreiber (umgangssprachlich: Flughafensicherheit)
- § 9 LuftSiG (vormals § 20 a LuftVG) regelt die Eigensicherungspflichten der Luftfahrtunternehmen
- § 9a LuftSiG regelt die Eigensicherungspflichten der an der sicheren Lieferkette beteiligten Unternehmen (Luftfracht, Bordvorräte und ähnliches)
- § 12 LuftSiG überträgt den Piloten sicherheitsrelevante Verantwortung (Bordgewalt)

In einem weiteren Abschnitt regelt das Luftsicherheitsgesetz den Einsatz der Luftwaffe. Dieser Teil ist besonders umstritten.

## Gesetzesgeschichte
Im Gesetzgebungsverfahren haben die Länder den Vermittlungsausschuss angerufen. Am 24. September 2004 überstimmte der Bundestag den Einspruch des Bundesrates. Strittig war u. a. das Verfahren der Bundesregierung, den Gesetzentwurf von einem Zustimmungsgesetz zu einem Einspruchsgesetz „herabzustufen“, womit den Ländern faktisch das „Vetorecht“ entzogen wurde. Der Bundespräsident hat das neue Gesetz ungewöhnlich lange geprüft (zwei Monate), es Mitte Januar 2005 unterschrieben, gleichzeitig jedoch eine Verfassungsklage empfohlen. Dabei wies er auf zwei kritische Punkte hin, die auch einigen Ländern missfallen hatten, nämlich auf die Legitimierung des Abschusses von Flugzeugen und den Einsatz der Bundeswehr ohne Grundgesetzänderung. In den oben genannten präventiven Kernaufgaben hingegen bringt das Luftsicherheitsgesetz keine tiefgreifenden Neuerungen.
Am 15. Februar 2006 hat das Bundesverfassungsgericht Teile des Luftsicherheitsgesetzes für verfassungswidrig erklärt. So wurde die umstrittene Abschusserlaubnis für entführte Passagierflugzeuge verworfen, da eine Aufrechnung von Leben gegen Leben mit dem Grundgesetz nicht vereinbar sei. Selbst Flugzeuge, in denen sich sicher nur Terroristen befinden, und die als Waffe eingesetzt werden, dürfen erst nach einer Änderung des Grundgesetzes durch die Bundeswehr abgeschossen werden, da der Einsatz der Bundeswehr im Inneren nicht erlaubt ist.
Der § 7 LuftSiG, der insbesondere für Privatpiloten eine periodische Zuverlässigkeitsüberprüfung fordert, war nicht beklagt und wurde dementsprechend auch nicht geändert. Gegen diesen Paragraphen kämpfen einige Luftsportler, da sie hier ihre verfassungsgemäßen Rechte beeinträchtigt sehen. Ein Vertragsverletzungsverfahren der EU gegen die Bundesrepublik Deutschland wegen der von der EU nicht vorgesehenen Überprüfung von Privatpiloten wurde 2020 eingestellt.
Eine weitere Gesetzgebungskompetenz in Sachen der Luftsicherheit liegt bei der Europäischen Union. Eine EU-Verordnung gilt unmittelbar, also auch ohne Ratifizierung durch das nationale Parlament. Somit hat die EU in Sachen der Luftsicherheit das letzte Wort.

## Belege
1. ↑  Luftverkehr-Seite des EU-Parlaments